# Franz Joseph Toussaint
Franz hay François Joseph Toussaint là cố vấn và bộ trưởng tài chính cho Hoàng hậu Maria Theresia, được bổ nhiệm làm bộ trưởng tài chính tại Viên vào ngày 08 tháng 06 năm 1741. Ông cũng là cố vấn cho Franz Stephen của Lorraine, sau này là Franz I của Thánh chế La Mã (1708-1765).